# Londonderry (circonscription du Parlement d'Irlande du Nord)
Pour les articles homonymes, voir Londonderry (homonymie).
Londonderry était une circonscription de comté du Parlement d'Irlande du Nord de 1921 à 1929. Elle a élu cinq MPs, utilisant la représentation proportionnelle au moyen du vote unique transférable.

## Limites
Londonderry a été créé par le Government of Ireland Act 1920 et comprenait l'intégralité du comté de Londonderry. Le House of Commons (Method of Voting and Redistribution of Seats) Act (Northern Ireland) 1929 a divisé la circonscription en cinq circonscriptions élues au Scrutin uninominal à un tour: City of Londonderry, Foyle, Mid Londonderry, North Londonderry et South Londonderry.

## Second Dáil
En mai 1921, le Dáil Éireann, le parlement de la République irlandaise autoproclamée dirigée par le Sinn Féin, a adopté une résolution déclarant que les élections à la Chambre des communes d'Irlande du Nord et à la Chambre des communes d'Irlande du Sud seraient utilisées comme élection pour le deuxième Dáil. Tous les élus figuraient sur la liste du deuxième Dáil, mais Eoin MacNeill, qui a également été élu pour le National University of Ireland, était le seul MP élu pour Londonderry à siéger en tant que TD au Dáil Éireann.

## Politique
Londonderry était une région à prédominance unioniste avec une importante minorité nationaliste, élisant trois unionistes, un nationaliste et un membre du Sinn Féin en 1921 et trois unionistes et deux nationalistes en 1925.

## Membres du Parlement
| Élection   | MP (Parti) | MP (Parti)                   | MP (Parti)                   | MP (Parti)             | MP (Parti) | MP (Parti)             | MP (Parti) | MP (Parti)                 | MP (Parti) | MP (Parti)              |
| ---------- | ---------- | ---------------------------- | ---------------------------- | ---------------------- | ---------- | ---------------------- | ---------- | -------------------------- | ---------- | ----------------------- |
| MPs (1921) |            | Robert Newton Anderson (UUP) |                              | Dehra Chichester (UUP) |            | John Martin Mark (UUP) |            | George Leeke (Nationalist) |            | Eoin MacNeill Sinn Féin |
| MPs (1925) |            | Robert Newton Anderson (UUP) | Basil McGuckin (Nationalist) | Dehra Chichester (UUP) |            | John Martin Mark (UUP) |            | George Leeke (Nationalist) |            |                         |

## Résultats des élections
| Parti                                                                  | Parti           | Candidat               | %    | Comptage | Comptage | Comptage | Comptage | Comptage | Comptage |
| Parti                                                                  | Parti           | Candidat               | %    | 1        | 2        | 3        | 4        | 5        | 6        |
| ---------------------------------------------------------------------- | --------------- | ---------------------- | ---- | -------- | -------- | -------- | -------- | -------- | -------- |
|                                                                        | Ulster Unionist | Robert Newton Anderson | 24.9 | 13,466   |          |          |          |          |          |
|                                                                        | Sinn Féin       | Eoin MacNeill          | 22.0 | 11,866   |          |          |          |          |          |
|                                                                        | Ulster Unionist | Dehra Chichester       | 16.1 | 8,709    | 12,544   |          |          |          |          |
|                                                                        | Ulster Unionist | John Martin Mark       | 15.1 | 8,155    | 8,764    | 8,801    | 12,280   |          |          |
|                                                                        | Nationalist     | George Leeke           | 11.7 | 6,298    | 6,315    | 6,483    | 6,543    | 6,550    | 7,710    |
|                                                                        | Sinn Féin       | J. Walsh               | 7.4  | 4,020    | 4,022    | 6,519    | 6,521    | 6,521    | 6,980    |
|                                                                        | Nationalist     | H. W. Shields          | 2.7  | 1,474    | 1,478    | 1,643    | 1,647    | 1,647    |          |
| Électorat : 62,111 Valide : 53,988 Quota : 8,999 Participation : 86.9% |                 |                        |      |          |          |          |          |          |          |

| Parti                                                                  | Parti           | Candidat               | %    | Comptage | Comptage | Comptage | Comptage | Comptage |
| Parti                                                                  | Parti           | Candidat               | %    | 1        | 2        | 3        | 4        | 5        |
| ---------------------------------------------------------------------- | --------------- | ---------------------- | ---- | -------- | -------- | -------- | -------- | -------- |
|                                                                        | Nationalist     | George Leeke           | 27.2 | 13,671   |          |          |          |          |
|                                                                        | Ulster Unionist | Robert Newton Anderson | 24.0 | 12,085   |          |          |          |          |
|                                                                        | Ulster Unionist | John Martin Mark       | 17.5 | 8,804    |          |          |          |          |
|                                                                        | Ulster Unionist | Dehra Chichester       | 16.4 | 8,261    | 8,288    | 11,969   |          |          |
|                                                                        | Republican      | C. MacWhinney          | 11.0 | 5,546    | 5,701    | 5,705    | 5,749    | 5,756    |
|                                                                        | Nationalist     | Basil McGuckin         | 3.9  | 1,973    | 7,071    | 7,080    | 7,171    | 7,184    |
| Électorat : 63,174 Valide : 50,340 Quota : 8,391 Participation : 79.7% |                 |                        |      |          |          |          |          |          |

## Sources
- Northern Ireland Parliamentary Election Results 1921-1972, compiled and edited by Sydney Elliott (Political Reference Publications 1973)